# 阿尔科塞罗德莫拉
阿尔科塞罗德莫拉，是西班牙卡斯蒂利亚-莱昂布尔戈斯省的一个市镇。总面积8平方公里，总人口50人（2001年），人口密度6人/平方公里。